# Transfuzní lékařství
Transfuzní lékařství nebo také transfuziologie je lékařský obor hematologie, který se zabývá intravenózním převodem (transfuzí) krve a krevních komponent. Krevní banka shromažďuje krev od krevních dárců, analyzuje její složení, skladuje a krev distribuuje k dalšímu využití.

## Historie
V roce 1628 anglický lékař William Harvey objevil, že krev cirkuluje v těle a zkusil první transfuzi. V roce 1665 Richard Lower poprvé úspěšně využil krevní transfuze mezi psy. Karl Landsteiner je považován za zakladatele oboru a Jan Janský provedl první třídění lidské krve do čtyř krevních skupin (A, B, AB, O).